# Monte Gerla
Il Monte Gerla (2.999 m s.l.m.) - detto anche La Gerla; Kraxentrager in tedesco - è una montagna delle Alpi Breonie Orientali nelle Alpi della Zillertal. Si trova lungo la linea di confine tra l'Italia (Provincia autonoma di Bolzano) e l'Austria (Tirolo).
Dal versante italiano la montagna contorna la Val di Vizze.

## Toponimo
Il nome tradizionale della montagna è attestato nel 1667 come Salztrager e nel XIX secolo come Kraxentrager ed è da ricondurre a una formazione rocciosa ai piedi della montagna che assomiglia appunto a un "portatore".